# 출근 (영화)
출근(Working Day)은 2014년 대한민국에서 제작된 이한종 감독의 중편 영화로서 제19회 부산국제영화제 와이드앵글 경쟁부문에 상영되면서 주목 받았다. 이후 다양한 영화제를 통해서 호평 받았다. 이 작품은 평생 경찰생활을 했지만 제대로 진급 한번 못한 남자가 마지막 출근을 하면서 자살하려는 사내와 마주하며 벌어지는 작품이다.

## 특별 상영
영화진흥위원회에서 후원하고 ㈜인디스토리와 ㈜한국시네마테크협의회에서 주최한 수요단편극장에서 ‘그 겨울, 바람이 분다’편으로 <절경(2014) 남근학 감독>, <그 밤의 술 맛(2014) 남연우 감독>과 함께 <서울아트시네마에서 상영(2015년 2월 25일)되었다.

## 배역
- 문창길 : 박승구 역
- 홍서준 : 옥상남 역
- 서태성 : 서순경 역
- 남태우

## 제작진
- 감독 : 이한종
- 각본 : 이한종
- 프로듀서 : 한달호
- 촬영 : 하경호
- 조명 : 한기업
- 편집 : 문인대
- 동시녹음 : 강봉성
- 믹싱 : 정희구
- 음악 : 김남원
- 조감독 : 김권태
- 테크니컬 슈퍼바이져 : 조희대
- 디지털 색보정 : 신정은
- 무술팀 : 권회수, 박기남

## 수상
| 연도 | 영화제         | 부문                | 비고 |
| ---- | -------------- | ------------------- | ---- |
| 2015 | 서울노인영화제 | 청년섹션 단편경쟁   |      |
| 2015 | 인디포럼       | 신작전 단편부문     |      |
| 2014 | 제주영화제     | 본선 경쟁           |      |
| 2014 | 부산국제영화제 | 와이드앵글 본선경쟁 |      |